# Flora (Aude)
Flora (en francès Floure) és un municipi francès situat al departament de l'Aude i a la regió d'Occitània.